# Karl Erich Andrée

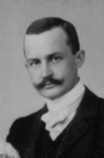
Karl Erich Andrée 1904

Karl Erich Andrée (* 10. März 1880 in Münder am Deister; † 18. August 1959 in Göttingen) war ein deutscher Geologe und Paläontologe. 

## Leben
Andrée war der jüngste Sohn des Apothekers Adolf Andrée (1841–1917) und seiner Ehefrau Anna Henriette geb. Duntze, adopt. Bömers. 1887 zog die Familie nach Hannover, wo der Vater Vorstand des städtischen Botanischen Gartens wurde. Karl besuchte dort bis Ostern 1898 das humanistische Gymnasium Lyceum I. Nach zwei Semestern Chemie an der Technischen Hochschule Hannover wechselte er am 27. April 1899 an die Philosophische Fakultät der Georg-August-Universität Göttingen, wo er vorwiegend Mineralogie, später mehr Geologie, Paläontologie und Zoologie studierte. In Göttingen wurde er Mitglied der Turnerschaft Cheruscia.
Auf Anregung von Adolf von Koenen schrieb er seine Dissertation über die Geologie Bad Iburgs und im September 1904 wurde er in Göttingen promoviert. 1905 diente er als Einjährig-Freiwilliger beim 1. Bataillon des 2. Kurhessischen Infanterie-Regiments Nr. 82 in Göttingen. Von 1906 bis 1908 war er Assistent am Geologischen Institut der Bergakademie Clausthal. Am 26. Mai 1906 heiratete er Helene Rathkamp, mit der er vier Kinder hatte. 1908 bis 1910 war er Assistent an der Technischen Hochschule Karlsruhe. Er habilitierte sich 1910 an der Philipps-Universität Marburg und war im Anschluss am von Emanuel Kayser geleiteten Geologisch-Paläontologischen Institut bis 1915 dessen Privatdozent.

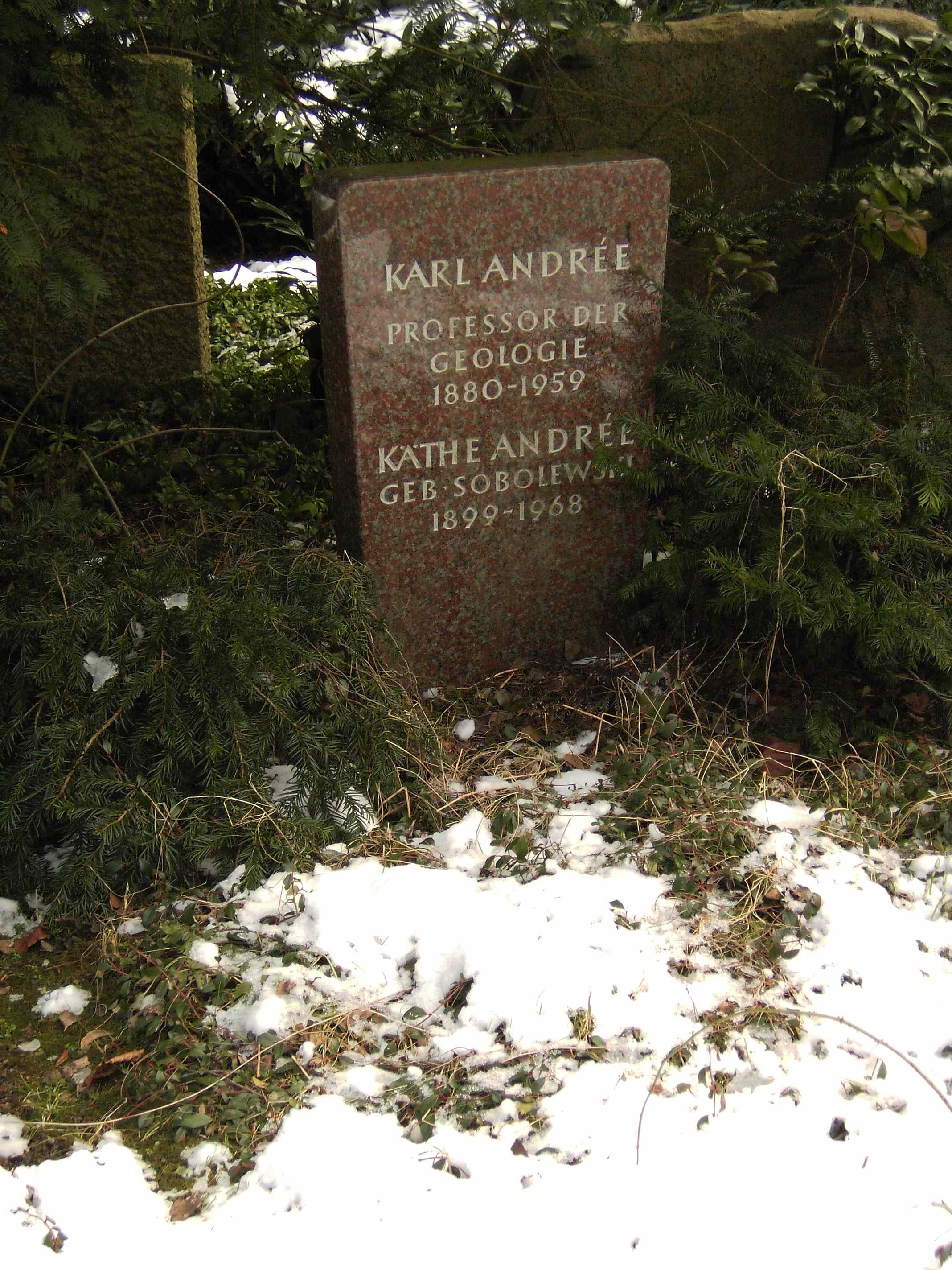
Andrées Grab auf dem Göttinger Stadtfriedhof

Die Albertus-Universität Königsberg berief ihn 1915 als  a.o. Professor für Geologie und Paläontologie. 1922 erhielt er die o. Professur. Andrée wurde Direktor des Geologisch-Paläontologischen Instituts und der Bernsteinsammlung der Albertina. Darüber hinaus gehörte Andrée mit Gustav Angenheister, Immanuel Friedländer, Beno Gutenberg, Franz Kossmat, Gerhard Krumbach, Karl Mack, Ludger Mintrop, Peter Polis, August Heinrich Sieberg und Emil Wiechert zu den 24 Gründungsmitgliedern der am 19. September 1922 in Leipzig gegründeten Deutschen Seismologischen Gesellschaft, der heutigen Deutschen Geophysikalischen Gesellschaft. Für das akademische Jahr 1930/31 wurde er zum Rektor der Universität Königsberg gewählt. Er trug wesentlich zur Begründung der Patenschaft zwischen der Königsberger und der Göttinger Universität bei.
Politisch stand Andrée in der Weimarer Republik der DNVP nahe, er war Mitglied in der Deutschen Kolonialgesellschaft.
Nachdem seine Frau 1929 gestorben war, heiratete Andrée 1931 Käthe Sobolewski, mit der er eine Tochter hatte.
Er unternahm wissenschaftliche Exkursionen im Teutoburger Wald und Münsterschen Becken. Nach der Flucht aus Ostpreußen im Januar 1945 wurde er im folgenden Jahr von der Universität Göttingen übernommen, wohin viele Hochschullehrer aus den Ostgebieten des Deutschen Reiches gekommen waren. Dort hielt Andrée bis 1951 Vorlesungen.

## Mitgliedschaften
- 1902 Deutsche Geologische Gesellschaft
- 1910 Geologische Vereinigung
- 1912 Paläontologische Gesellschaft[6]
- 1922 Deutsche Seismologische Gesellschaft

## Ehrungen
- Ehrenmitglied der Altertumsgesellschaft Prussia[3]
- Hans-Stille-Medaille (1948)

## Schriften
- Der Teutoburger Wald bei Iburg. Inaugural-Dissertation zur Erlangung der Doctorwürde der hohen philosophischen Fakultät der Georg-August-Universität zu Göttingen, Druck von Louis Hofer, Göttingen 1904. Archive
- Geologie des Meeresbodens. Band II. Bodenbeschaffenheit, Nutzbare Materialien am Meeresboden. Verlag von Gebrüder Borntraeger, Leipzig 1920.
- Die Kurische Nehrung. Gräfe und Unzer, Königsberg, 1932, Reprint 1989.
- Der Bernstein und seine Bedeutung in Natur- und Geisteswissenschaften, Kunst und Kunstgewerbe, Technik, Industrie und Handel. Gräfe und Unzer, Königsberg, 1937
- Der Bernstein. Franckh, 1951.